# Albino Binda
Albino Binda (Cittiglio, província de Varese, 9 d'abril de 1904 – Cittiglio, 30 de març de 1976) va ser un ciclista italià que fou professional entre 1926 i 1935.
Durant molts anys va córrer com a gregari del seu germà gran, Alfredo Binda, aconseguint tres victòries en la seva carrera professional: una etapa del Giro d'Itàlia de 1928, la Tre Valli Varesine del1930 i el Giro de les Dues Províncies de 1933.

## Palmarès
- 1928
  - Vencedor d'una etapa del Giro d'Itàlia
- 1929
  - Vencedor d'una etapa del Giro de Sicília
- 1930
  - 1r a la Tre Valli Varesine
- 1933
  - 1r al Giro de les Dues Províncies

### Resultats al Giro d'Itàlia
- 1927. 24è de la classificació general
- 1928. 8è de la classificació general. Vencedor d'una etapa
- 1929. 11è de la classificació general
- 1930. 26è de la classificació general
- 1931. 23è de la classificació general
- 1932. 27è de la classificació general
- 1933. 37è de la classificació general